# 5283 Pyrrhus
5283 Pyrrhus (1989 BW) là một Trojan của Sao Mộc được phát hiện ngày 31 tháng 1 năm 1989 bởi C. S. Shoemaker ở Palomar.